# سوپر جام بحرین
سوپرجام بحرین رقابت شروع کننده فصل مسابقات بحرین است.

## برندگان قبلی
- ۱۹۹۵ : المحرق
- ۲۰۰۳ : الاهلی ۲-۱ المحرق
- ۲۰۰۴ : الشباب ۲-۱ بسیتین
- ۲۰۰۵ : المحرق ۱-۰ الشباب
- ۲۰۰۶ : المحرق ۳-۲ النجمه
- ۲۰۰۷ : النجمه ۳-۲ الرفاع
- ۲۰۰۸ : النجمه ۱-۰ بسیتین
- ۲۰۱۳ : المحرق ۲-۱ بسیتین
- ۲۰۱۴ : رفاع شرقی ۱-۱ (۶-۵ ضربات پنالتی) الریفاع
- ۲۰۱۵ : الحد ۱-۱ (۶-۵ ضربات پنالتی) المحرق
- ۲۰۱۶ : الحد ۱-۰ المحرق
- ۲۰۱۷ : منامه ۱-۱ (۴-۲ ضربات پنالتی)  مالکیه
- ۲۰۱۸ : محرق ۲-۲ (۴-۳ ضربات پنالتی) النجمه
- ۲۰۱۹ : الرفاع ۱-۱ (۵-۳ ضربات پنالتی) منامه
- ۲۰۲۰ :
- ۲۰۲۱ : رفاع ۱-۱ (۴-۳ ضربات پنالتی) رفاع شرقی
- ۲۰۲۲ : الخالدیه ۲-۰ رفاع
- ۲۰۲۳-۲۴ : الخالدیه ۲–۰ الحله

## باشگاه های با عملکرد برتر
| باشگاه    | قهرمانان |
| --------- | -------- |
| المحرق    | ۴        |
| الخالدیه  | ۲        |
| رفاع      | ۲        |
| النجمه    | ۲        |
| الحد      | ۲        |
| رفاع شرقی | ۱        |
| منامه     | ۱        |